# Gigt
Gigt (lat: arthritis, af græsk arthros "led" og itis "betændelse") er mange sygdomme, som viser sig ved at det gør ondt at bevæge sig, sandsynligvis fordi knogleleddene er slidte.

## Nogle gigtformer
- Slidgigt – osteoarthrose, osteoarthritis
- Urinsyregigt – podagra, arthritis urica
- Leddegigt – arthritis rheumatica
- Psoriasisgigt – psoriasis arthritis
- Muskelgigt - myositis
- Børneleddegigt – juvenil rheumatoid artrit

Ledde- og slidgigt er de hyppigste bindevævssygdome. De er udbredt over hele verden, men med varierende hyppighed. 
Leddegigt er mest hyppig hos Prima-indianerne i Amerika med 5 % og mindst hyppig hos kinesere på øen Kinmen med 0,3 %. Hos europæere er hyppigheden ½-1 %. Man skønner, at ca. 35.000 danskere har sygdommen. Den er 3-4 gange så hyppig hos kvinder, og den kan debutere mellem 0 – 90 år med toppunkt mellem 20 – 40 år. Der er en klar arvelig faktor og en ukendt miljø faktor.
Hvis en af forældrene har leddegigt, øges risikoen 16 gange for at få sygdommen. Hvis en tvilling har sygdommen, vil risikoen for den anden tvilling være 4-8 % ved tveæggede tvillinger, mens den er 15-30 % ved enæggede tvillinger.
Historisk har man inden 1800-tallet ingen sikker forekomst af leddegigt i Europa. Det ses således hverken på malerier eller ved skeletfund. Dette står i modsætning til skeletfund af indianere i Amerika. Leddegigt (Reumatoid artrit) blev beskrevet første gang af Garrot i 1859. Fra 1900 blev urinsyregigt (artritis urica) og slidgigt (osteoartrose) udskilt. Man har udviklet forskellige kriterier, der skulle opfyldes for at have sygdommen. ARA kriterier kom i 1958 og de stadig gældende ACR kriterier er fra 1987.
Her skal man opfylde 4 ud af 7 kriterier:
1. morgenstivhed
2. ledhævelse i 3 ledområder
3. ledhævelse i håndens led
4. symmetrisk ledhævelse
5. gigtknude (noduli reumatici)
6. IgM-RF i blodet
7. knogleforandringer på røntgenbilleder, som er typisk for leddegigt

Flg. led angribes hyppigst og ofte symmetrisk:
Hænder (grundled og mellemled), håndled, skuldre, albuer, hofter, knæ, ankler, fødder og kæbeled. I ryggen angribes kun nakkeleddene. Gigt i lænden eller hofterne er en af de mest almindelige årsager til rygsmerter. 
Sygdommen er en generaliseret sygdom, så udover ledindvolvering kan der være flg. manifestationer: betændelse i slimsække og seneskeder (bursitis og tenovaginitis), gigtknuder (noduli reumatici), cyste i relation til knæledet (baker cyste), nedsat muskelfylde (muskelatrofi), knogleafkalkning omkring led (jukstaartikulær osteoporose), blodprop i små blodkar (vaskulitis), betændelse i lunge og hjertehinderne (pneumoni og perikardit), betændelse i senehinden i øjet (scleritis), lymfeknude hævelse proteinaflejring i nyre og lever (sekundær amyloidose).

### Symptomer
Man kan inddele symptomerne i almene og specifikke.
- Almene symptomer:
  - Træthed
  - Vægttab
  - Feber
- Specifikke symptomer:
  - Morgenstivhed
  - Ledsmerter
  - Indskrænket bevægelighed
  - Ledhævelse

Udover ledødelæggelse med manglende funktion til følge, kan sygdommen kompliceres af flg.:
- Muskelsvækkelse
- Knogleafkalkning
- Åreforkalkning
- Overdødelighed
- Tab af erhvervsevne

For at stille diagnosen og bestemme sygdomsaktiviteten og komplikationer, er flg. undersøgelser til rådighed:
- Blodprøver
- Røntgenundersøgelse
- Knogleskintigrafi
- Ultralydsskanning
- MR-skanning
- Dexa-scanning

Der er udarbejdet skemaer (HAQ skema) og formler (DAS 28) for mere præcist at udtrykke hvor aktiv sygdommen er.
Jo mere man kan hæmme sygdomsaktiviteten jo mindre ledødelæggelse og færre komplikationer får man.

### Livsstil
Forekomsten af gigt udviser en tæt sammenhæng med indtagelse af alkohol og sukker.
Nylige undersøgelser har vist at kostfaktorer som man engang troede var forbundet med gigt, faktisk ikke er det, herunder indtagelse af purin-rige grøntsager (f.eks, bønner, ærter, linser, og spinat) og totalt protein. Forbruget af kaffe, vitamin C og mælkeprodukter såvel som fysisk form, synes at mindske risikoen.   

### Behandlingsmetoder
Der findes mange forskellige metoder, hvorved gigtpatienter forsøges behandlet for deres smerter alt afhængigt af, om patienten lider af leddegigt, psoriasisgigt, slidgigt eller urinsyregigt (podagra).
Medicinske midler
Betændelseshæmmende midler (DMARD):
- Methotrexat
- Salazopyrin
- Malariamidler,

som kan suppleres med binyrebarkhormon som injektion.
Smertestillende behandling
- Paracetamol – Panodil, Pinex, Pamol
- NSAID – gigtsmertestillende midler
  - Ibuprofen, Ipren, Brufen
  - Naprosyn, Naproxen, Bonyl
  - Diclon, Voltaren
  - Todolac, Celebra, Arcoxia

Morfinlignende stoffer
- Svage: Tramadol, Dolol
  - Kodein
  - Temgesic
- Stærke: Morfin, Contalgin, Ketogan

De nye Biologiske midler
- Remicade (infliximab)	TNF alfa hæmmer,
- Humira (adalimumab)	TNF alfa hæmmer,
- Enbrel (etanercept)	TNF recepter,
- Kineret (anakinra)	il 1 hæmmer,
- Mabthea (rituximab)	anti CD 20, il 6 hæmmer

Reumakirurgiske behandlinger
- Udskiftning af led (Hofte knæ og skulder )
- Hånd- og fodkirurgi
- Fjernelse af ledslimhinder og gigtknuder
- Ledresektion
- Ledstivgørelse (Artrodese )

Alternative behandlingsformer
- Fysioterapi (øvelsesbehandling og opøvning af funktionsevnen)
- Ergoterapi ( hjælpemidler og bandager og opøvning af håndens funktion)
- Sociale foranstaltninger

Med ovennævnte behandlinger er prognosen ved leddegigt blevet forbedret.
Herudover er man begyndt at tilbyde at de nævnte gigttilstande kan behandles vha. guldimplantation, der har vist sig at have en gavnlig virkning på mere end 3 ud af 4 gigtpatienterne, der med behandlingen kan blive helt eller delvist smertefrie.. 